# Pritožba
Pritožba je redno pravno sredstvo zoper pravno odločitev o zadevi. Pritožba je izvedba ustavne pravice (Ustava Republike Slovenije) do sodnega varstva pravic.